# 801 Helwerthia
Helwerthia (asteroide 801) é um asteroide da cintura principal com um diâmetro de 33,23 quilómetros, a 2,4079482 UA. Possui uma excentricidade de 0,0759423 e um período orbital de 1 536,42 dias (4,21 anos).
Helwerthia tem uma velocidade orbital média de 18,45095022 km/s e uma inclinação de 14,09905º.
Este asteroide foi descoberto em 20 de Março de 1915 por Max Wolf.